# Cartoon Network (Corée du Sud)
 (mai 2020).
Le contenu est difficilement compréhensible vu les erreurs de traduction, qui sont peut-être dues à l'utilisation d'un logiciel de traduction automatique.
Pour les articles homonymes, voir Cartoon Network (homonymie).
Cartoon Network Korea est une chaîne de télévision par câble fondée par Turner Broadcasting, une branche de Warner Bros. Discovery, diffusant principalement des programmes d'animation. La version sud-coréenne est lancée le 11 novembre 2006 et fermé le 1er octobre 2022. Certains anime diffusés sur la chaîne tels que Magi, sont censurés pour cause de nudité.

## Histoire
En 1995, Orion Cartoon Network a été lancé. Le logo de la chaîne n'avait rien à voir avec celui de Cartoon Network, utilisant plutôt le logo Orion's avec le texte  '오리온 카툰 네트워크'  à côté. La chaîne a été renommée Tooniverse en 1999. La chaîne renommée a diffusé un bloc Cartoon Network jusqu'en décembre 2002, date à laquelle elle a perdu le contrat.
Cartoon Network est initialement lancé en Corée du Sud en 2003 seulement par retransmission internationale, soit en langue originale américaine. Turner Broadcasting System (TBS) décide de s'associer avec le groupe sud-coréen JoongAng Ilbo (JAI) afin de lancer Cartoon Network. L'accord est signé par le vice-président de TBS, Ron Lee et par le président et CEO de la société JoongAng Broadcasting Corporation (JBC) Mun-Yeon Kim. La chaîne offre initialement en langue coréenne des séries d'animation coréennes et internationales. Kim déclare que « le lancement de Cartoon Network en Corée est un événement significatif pour nous tous et pour l'industrie télévisuelle coréenne lors du lancement de la chaîne. Cartoon Network Corée  combinera nos efforts et se fondera sur notre connaissance et notre expertise quant à la qualité du développement de cette chaîne pour enfants. Cartoon Network Corée offrira une variété de séries d'animation multi-genres [...]. »
Le 11 novembre 2006, le logo est remplacé par les animations en 3D d'une « ville » dans laquelle les personnages de la chaîne vivaient. En 2011, la chaîne engage Chin-won Chang, ancien dirigeant de la chaîne rivale Tooniverse.
En juillet 2009, le format des pare-chocs et des publicités de Cartoon Network a changé et le Cartoon Network Theatre et Fridays Flicks ont été renommés Cartoon Network Popcorn. Cela imite une décision similaire prise par Cartoon Network Southeast Asia, le thème visuel principal étant la « ligne dynamique » récurrente sur le site officiel du réseau et également dans tous les identifiants de station, pare-chocs, etc. Pendant la nouvelle vague une grande partie des programmes humoristiques et humoristiques de Cartoon Network (tels que Foster's Home for Imaginary Friends et Camp Lazlo), qui étaient populaires au début du milieu des années 2000, sont montrés beaucoup moins fréquemment sur le réseau, faisant place à plus d'anime (tels que Kiteretsu Daihyakka, Powerpuff Girls Z et Kaibutsu-kun) et des émissions orientées vers l'action (comme Ben 10, Ben 10 Alien Force, Secret Saturdays).
Le 1er octobre 2011, Cartoon Network Korea est devenu CHECK it 1.0 / It's a Fun Thing en utilisant son propre slogan, 신나는 재미 (Exciting fun) et en introduisant son propre jingle.
Le 8 janvier 2022, Cartoon Network Korea a adopté la marque « Redraw Your World » qui était déjà utilisée aux États-Unis, à Hong Kong, à Taiwan et en Asie du Sud-Est. L'image actualisée de la chaîne comprend de nouvelles couleurs, de la musique et des éléments de design. Les derniers programmes du réseau visent à attirer un public plus large.
Le 28 mars 2022, le bloc Cartoonito a fait ses débuts en Corée du Sud, coïncidant avec son lancement dans la région de l'Asie du Sud-Est.

## Nouveau Programme

### Série originale
- The Amazing World of Gumball
- Craig of the Creek
- La Quête héroïque du valeureux Prince Ivandoe
- L'Armure de jade
- Regular Show
- We Bare Bears
- Tiny Toons Looniversity
- Teen Titans Go!
- We Baby Bears
- Adventure Time
- Looney Tunes Cartoons

### Cartoonito programming
- Batwheels
- Bugs Bunny Builders
- Lou et sa petite troupe
- Elinor Wonders Why
- Strawberry Shortcake: Berry in the Big City
- Topo Gigio
- Zafari

### Programmation acquise
- 44 Chats
- Les Aventures de Paddington
- Beyblade X
- Doraemon
- Inazuma Eleven
- Kamisama Minarai: Himitsu no Cocotama
- Mewkledreamy
- Slugterra : Les Mondes souterrains
- Les Schtroumpfs
- Tonbo!

## Ancienne programmation
- Ace, à toute vitesse !
- Angry Birds
- Animaniacs (2020)
- Baby Looney Tunes
- Barbie Dreamtopia
- Ben 10
- Ben 10
- Ben 10: Alien Force
- Benjamin the Elephant
- Bienvenue à Lazy Town
- Big Blue
- Billy et Mandy, aventuriers de l'au-delà
- Bizarreville
- Bunnicula
- Camp Lazlo
- Chop Socky Chooks
- Chowder
- Chuck, fais ton choix !
- Clarence
- Corneil et Bernie
- Courage, le chien froussard
- DC Super Hero Girls
- Digimon Appmon
- Dorothy et ses amis : Le Magicien d'Oz
- Dr. Pantastique
- Dragon Ball Super
- Dragons
- Ed, Edd n Eddy
- Elliott le Terrien
- Exchange Student Zero
- Fifi Brindacier
- Floricienta
- Foot 2 rue
- Foster, la maison des amis imaginaires
- Generator Rex
- Gerald McBoing-Boing
- Geronimo Stilton
- Infinity Train
- Inspecteur Gadget
- Jelly Jamm
- Johnny Test
- JuMo
- Juniper Lee
- Kaibutsu-kun
- Kiteretsu Daihyakka
- Kuroko's Basket
- Le Collège d'Étrangeville
- Le Laboratoire de Dexter
- Le Monde de Patricia
- Les As de la Jungle
- Les Bananes en pyjama
- Les Chroniques de Zorro
- Les Chronokids
- Les Fous du Volant
- Les Lapins Crétins : Invasion
- Les Merveilleuses Mésaventures de Flapjack
- Les Super Nanas
- Les Supers Nanas
- Les Zinzins de L'Espace
- Les Épées méga-magiques
- Little Battlers Experience
- Mao Mao: Heroes of Pure Heart
- Mia et moi
- Mighty Magiswords
- Ninjago
- Nom de code : Kids Next Door
- OK K.O.! Let's Be Heroes
- Oncle Grandpa
- Petite Princess Yucie[9]
- Plouf Olly Plouf !
- Pomme & Oignon
- Postman Pat[10]
- Puppy in my Pocket : Aventures à Pocketville
- Quoi d'neuf Scooby-Doo ?
- Robotboy
- Scooby-Doo
- Scooby-Doo : Mystères associés
- Scooby-Doo et Compagnie
- Secret Saturdays
- Sissi, jeune impératrice
- Squirrel Boy
- Summer Camp Island
- Supernoobs'
- Tempête de boulettes géantes
- Tom and Jerry
- Totally Spies!
- Trolls Trollstopia
- Trop cool, Scooby-Doo !
- Victor et Valentino
- Wakfu
- Yo-Kai Watch
- Yu-Gi-Oh! Arc-V